# Ozyptila strandi
Ozyptila strandi är en spindelart som beskrevs av Gábor von Kolosváry 1939. Ozyptila strandi ingår i släktet Ozyptila och familjen krabbspindlar.
Artens utbredningsområde är Montenegro. Inga underarter finns listade i Catalogue of Life.